# 블라디미르 바소브

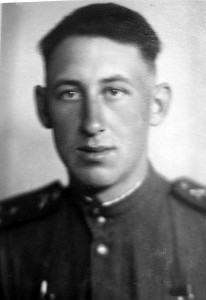

블라디미르 바소브(Vladimir Basov, 1923년 7월 28일 ~ 1987년 9월 17일)는 소련의 배우, 영화 감독, 각본가이다.
모스크바에서 사망하였다. 사인은 뇌졸중이다.  쿤세 보 묘지에 매장되었다.

## 영화
- 모스크바는 눈물을 믿지 않는다 (1980년)
- 부라티노의 모험 (1975년)
- 허클베리 핀의 모험 (1972년)
- 귀향 (1971년)
- 방패와 칼 (1968년)
- 나는 모스크바를 걷는다 (1964년)